# Marcia Ball
Marcia Ball (Orange, 20 marzo 1949) è una cantante e pianista statunitense, interprete di musica blues.

## Discografia
- 1972 – Freda and the Firedogs
- 1978 – Circuit Queen
- 1984 – Soulful Dress
- 1985 – Hot Tamale Baby
- 1989 – Gatorhythms
- 1990 – Dreams Come True (con Lou Ann Barton e Angela Strehli)
- 1994 – Blue House
- 1997 – Let Me Play With Your Poodle
- 1998 – Sing It! (con Tracy Nelson e Irma Thomas)
- 2001 – Presumed Innocent
- 2003 – So Many Rivers
- 2004 – Live at Waterloo Records
- 2005 – Live! Down the Road
- 2007 – JazzFest Live
- 2008 – Peace, Love & BBQ
- 2011 – Roadside Attractions
- 2014 – The Tattooed Lady & the Alligator Man